# تشاتوبادهيايا تشاترجي
تشاتوبادهيايا تشاترجي (1838 - 1894 م) هو روائي وناشر هندي، استخدم اللغة البنغالية في جميع كتاباته.

## روابط خارجية
- تشاتوبادهيايا تشاترجي على موقع IMDb (الإنجليزية)
- تشاتوبادهيايا تشاترجي على موقع الموسوعة البريطانية (الإنجليزية)
- تشاتوبادهيايا تشاترجي على موقع ميوزك برينز (الإنجليزية)
- تشاتوبادهيايا تشاترجي على موقع إن إن دي بي (الإنجليزية)